# Aeroportul Weerawila
Aeroportul Weerawila (IATA: WRZ, ICAO: VCCW) este un aeroport din Sri Lanka ce deservește zona Hambantota⁠(d).
Situat la o altitudine de 15 m, aeroportul dispune de o singură pistă. Este operat de Sri Lanka Air Force⁠(d).